# Walter Boyd
Walter Boyd (Kingston, 1º gennaio 1972) è un ex calciatore giamaicano, attaccante.

## Carriera

### Club
Ha cominciato la sua carriera negli Stati Uniti con i Colorado Foxes nel 1997 e in patria con i Arnett Gardens; due anni più tardi approda ai gallesi dello Swansea City con cui vince il campionato di quarta serie.
Dopo appena due stagioni nel Regno Unito torna ai Arnett Gardens con cui vince subito il campionato giamaicano. Nella parte conclusiva della sua carriera milita con i Constant Spring e con i Naggo Head, prima di chiudere definitivamente di nuovo con gli Arnett Gardens.

### Nazionale
Pur facendo parte della squadra che ha partecipato alla Gold Cup del 1991 e a quella del 1993 ha effettivamente esordito in nazionale solo nel 1995. Tra i protagonisti della storica qualificazione al mondiale 1998, fu inizialmente escluso dalla nazionale a causa del carattere difficile; in seguito fu perdonato dal CT René Simões e dai suoi compagni di squadra e prese così parte al Campionato mondiale di calcio 1998. In tutto ha totalizzato 35 presenze in nazionale, con otto reti all'attivo.

## Palmarès

### Club

#### Competizioni nazionali
- National Premier League: 1

Arnett Gardens: 2001-2002
- Third Division: 1

Swansea City: 1999-2000